# Płochacz syberyjski
Płochacz syberyjski (Prunella montanella) – gatunek małego, wędrownego ptaka z rodziny płochaczy (Prunellidae). Zamieszkuje Azję i skrajnie północno-wschodnią Europę. Sporadycznie zalatuje do Polski. Nie jest zagrożony wyginięciem.

## Taksonomia
Po raz pierwszy gatunek opisał Peter Simon Pallas w 1776. Opis ukazał się w 3. tomie Reise durch verschiedene Provinzen des Russischen Reichs. Holotyp pochodził z Daurii (wschodnia Syberia). Autor nadał płochaczowi syberyjskiemu nazwę Motacilla montanella, załączył jedynie informacje o upierzeniu w języku łacińskim i o tym, że ptaki te tworzą łączone stada z grubodziobami (turmis Cocothraustum inmixta). Obecnie (2022) Międzynarodowy Komitet Ornitologiczny (IOC) umieszcza ten gatunek w rodzaju Prunella. Wyróżnia 2 podgatunki. Przynależność podgatunkowa ptaków z północno-centralnej części zasięgu jest niejasna, prawdopodobnie jednak reprezentują P. m. montanella.

## Podgatunki i zasięg występowania
IOC wyróżnia 2 podgatunki:
- P. m. montanella (Pallas, 1776) – obszary lęgowe od skrajnie północno-wschodniej Europy i zachodniej Syberii na wschód po Lenę i miejscowo w południowej Rosji, od okolic górnych biegów rzek Ob i Jenisej (na północ od Krasnojarska) i Ałtaj na wschód po obwód amurski[5];
- P. m. badia Portenko, 1929 – obszary lęgowe w północno-wschodniej Syberii – od rzeki Lena na wschód po okolice Anadyru i na południe po zachodnie wybrzeże Morza Ochockiego[5].

Zimowiska znajdują się w Chinach i Korei, sporadycznie zalatują także do Japonii. 

### Zabłąkane osobniki
W Polsce obserwowany po raz pierwszy 26–27 marca 1988 w Stąporkowie (województwo świętokrzyskie); ptak został zdobyty i przekazany do Muzeum Przyrodniczego we Wrocławiu. W październiku i listopadzie 2016 obserwowany 10 razy, głównie na Helu. 12. stwierdzenie miało miejsce w styczniu 2021 w Pniewie (powiat pułtuski). W 2. połowie października 1997 po raz pierwszy obserwowano ten gatunek na Białorusi; jednego samca zaobserwowano wraz ze stadem szczygłów (Carduelis carduelis). Zabłąkane ptaki pojawiają się jesienią na Alasce, pojawiają się również w Kanadzie. Niewiele doniesień dotyczy zachodniego wybrzeża na południe od Alaski; dotyczą one Kolumbii Brytyjskiej i stanu Waszyngton. Poza tym w Kanadzie stwierdzono P. montanella w Calgary (Alberta), a w USA w okolicy Hailey (Idaho) i w hrabstwie Park (Montana). 29 grudnia 1943 w gminie Postupice (obecnie Republika Czeska) odłowiono ptaka młodocianego. 29 października 1976 w Ottenby (południowa Olandia) w sieć złapał się płochacz syberyjski, było to pierwsze stwierdzenie dla kraju. W Libanie obserwowany raz w 1958. W Turcji pierwsza obserwacja miała miejsce 2 listopada 2006, następna – jesienią 2007.

## Morfologia
Długość ciała wynosi około 14,5 cm, masa ciała – 17,5 g. Z wierzchu płochacze syberyjskie przypominają pokrzywnicę (P. modularis), od spodu są żółtobrązowe. Gardło i pierś jednobarwne, po bokach występuje rdzawe kreskowanie. Na głowie widoczny czarny wierzch i policzek oraz kontrastowa szeroka, żółta brew. Podobne gatunki to płochacz pstry (P. ocularis) i płochacz czarnogardły (P. atrogularis). Ptaki podczas swojej pierwszej zimy są podobne do dorosłych, wyróżnia je jednak dużo bardziej matowe upierzenie.

## Ekologia i zachowanie
Płochacze syberyjskie lęgną się w strefie borealnej i arktycznej w zaroślach wierzbowych; na terenach górskich ich zasięg dociera do linii lasów, na północy do obszaru występowania karłowatych brzóz i świerków. Podczas zimowania przebywają na różnych obszarach zakrzewionych i zadrzewionych, trzymają się gęsto porośniętych terenów, co utrudnia ich obserwację. Żywią się owadami, w zimie również owocami, m.in. bażyny (Empetrum). Przeważnie ptaki te widywane są pojedynczo. Zachowaniem przypominają pokrzywnicę; ze względu na bliskie pokrewieństwo ekologia obydwu gatunków musi być zbliżona, jednak płochacz syberyjski nie został jeszcze szczegółowo zbadany. 

### Lęgi

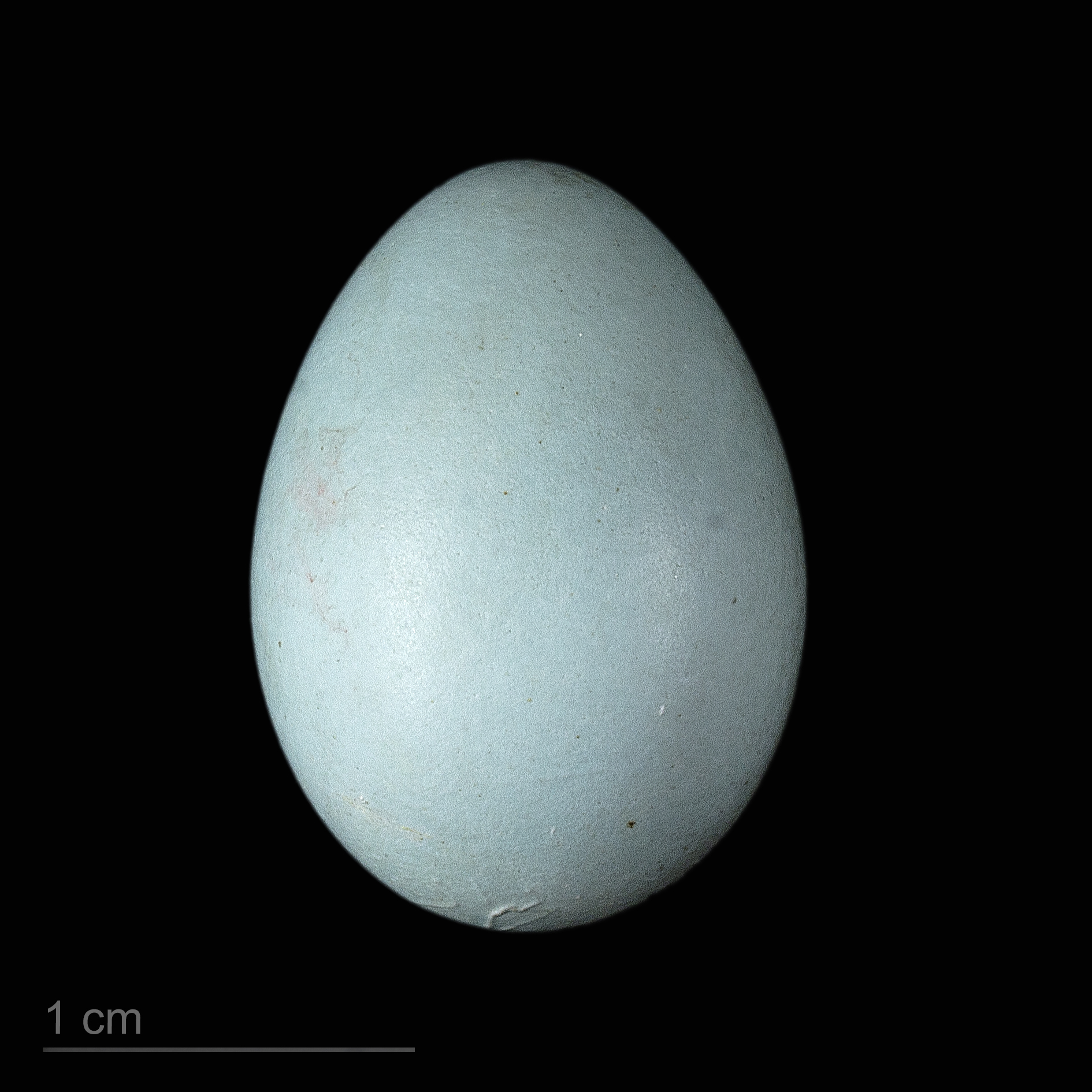
Prunella montanella

Okres lęgowy trwa od czerwca do sierpnia. Prawdopodobnie w południowej części zasięgu ptaki wyprowadzają 2 lęgi, na Uralu jeden. Gniazdo ma formę solidnie zbudowanego kubeczka z delikatnych gałęzi, łodyg roślin i mchu. Wyściółkę stanowią delikatne włókna roślinne, mech i włosie. Zwykle w zniesieniu 5 jaj o jaskrawoniebieskiej skorupce i wymiarach około 19,9 na 13,7 mm.

## Status i ochrona
IUCN uznaje płochacza syberyjskiego za gatunek najmniejszej troski (LC, Least Concern) nieprzerwanie od 1988 (stan w 2022). Ze względu na brak dowodów na spadki liczebności bądź istotne zagrożenia dla gatunku BirdLife International uznaje trend liczebności populacji za prawdopodobnie stabilny.
W Polsce objęty ochroną gatunkową ścisłą.